# Antônio Brasileiro
Antônio Brasileiro foi um especial de televisão produzido pela Rede Globo em homenagem aos 60 anos do músico Antônio Carlos Jobim para a faixa Sexta Super, sendo exibido em 1987.
Gravado em Nova Iorque, onde o maestro morava na época, consistia de entrevistas com o próprio Tom e com alguns de seus parceiros, como Stan Getz, e de números musicais.
Entre os musicais apresentados, destacam-se alguns duetos, entre eles:
- Anos Dourados, com Chico Buarque;
- Lígia, com Marina Lima;
- Dindi, com Gal Costa;

O programa, exibido no dia 29 de maio de 1987, foi vendido para o exterior e premiado internacionalmente.
Houve uma única reapresentação pelo canal Multishow na noite de 24 de abril de 2005, dentre as homenagens do canal pelos 40 anos da Rede Globo.